# 7 de notícies
7 de notícies va ser un programa de televisió humorístic emès el 2001 per Televisió de Catalunya. Va ser dirigit per Toni Soler i produït per El Terrat. Barrejava elements de sit-com amb la paròdia de l'actualitat. Tenia una periodicitat setmanal. Hi actuaven Queco Novell, Manel Lucas, Carles Torras, Josep Tomàs, Xavier Bertran (en el paper del meteoròleg Vicenç Cartanyà) i Rosa Boladeras (Sònia Polanco). El programa va durar una temporada. Finalment, el mateix equip va crear el programa nocturn Set de nit.